# Colgate University

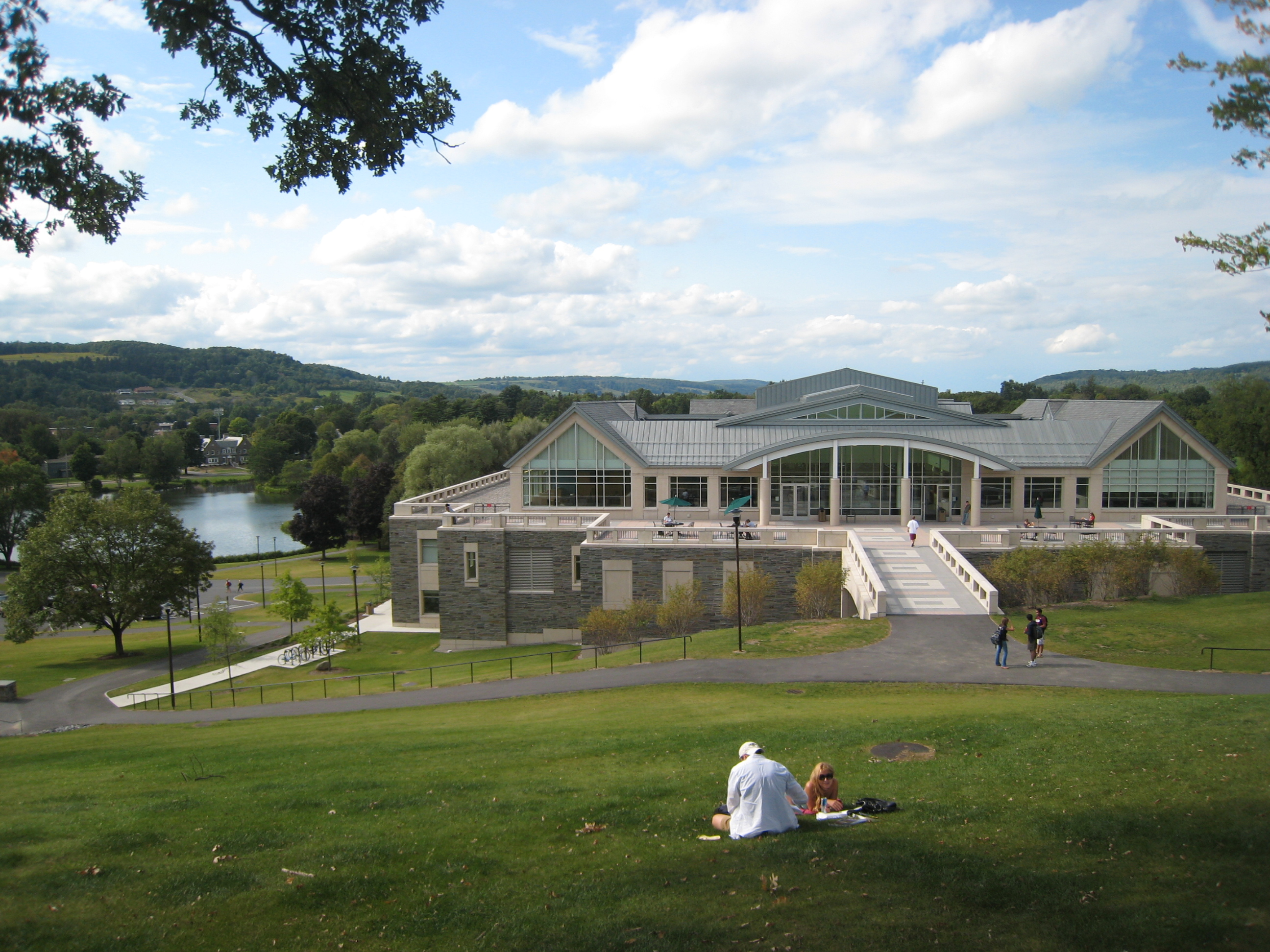
Case Library

Die Colgate University ist ein privates Liberal Arts College im Madison County von New York. Es wurde 1819 als baptistisches Predigerseminar gegründet, ist aber inzwischen nicht mehr konfessionell gebunden.

## Geschichte
1817 wurde die „Baptist Education Society“ von dreizehn Männern nach dem Motto „13 dollars, 13 prayers, and 13 articles“ gegründet. Bereits zwei Jahre später erkannte der Bundesstaat New York das Schulprogramm offiziell an. Der reguläre Schulbetrieb startete im Jahr 1820. Aufgrund des Mottos gilt die Zahl „13“ noch heutzutage als gutes Omen.
Im Jahr 1823 verlegten bekannte Baptisten aus New York City wie William Colgate (Gründer von Colgate-Palmolive) ihre Predigerseminare nach Hamilton, um die Hamilton Literary and Theological Institution zu gründen. Mit diesem Schritt begann die Beteiligung der Colgate-Familie an der Schule.
1846 wurde der Name der Schule in Madison University geändert. Als 1850 aufgrund eines Rechtsstreites der Versuch scheiterte, die Madison University nach Rochester zu verlegen, gründeten dort nonkonformistische Treuhänder, Dozenten und Studenten eine eigene Universität, die University of Rochester.
Nachdem die Colgate-Familie die Madison University sieben Jahrzehnte unterstützt hatte, änderte man den Namen 1890 zu Ehren von William Colgate und seinen Söhnen. James Boorman Colgate sicherte mit der Gründung des Dodge Memorial Fund (Grundkapital 1.000.000 US-Dollar) die finanzielle Basis der Universität. 1928 fusionierte der theologische Zweig der Colgate University mit dem Rochester Theological Seminary zur Colgate Rochester Divinity School. Die Colgate wurde damit frei von politischen und konfessionellen Einflüssen.
Erst 1970 wurde Mädchen und Frauen der Zugang zur Colgate University gestattet.
Die Colgate war einer der ersten Sponsoren der Partnership for Community Development, deren Ziel die wirtschaftliche Entwicklung und das Wachstum in der Region war.

## Medienresonanz
Die Newsweek bezeichnete 2006 die Colgate als eine der neuen Spitzenuniversitäten der USA. Sie ist auf der Liste der einhundert besten Hochschulen für homo- und bisexuelle Studierende. Im Oktober 2006 wurde die Colgate auf Platz 2 der sportlichsten Colleges in Amerika gewählt. Der Campus gilt als einer der schönsten des Landes und erwarb 2005 den fünften Platz der „StudentsReview“-Umfrage. Im „Journal of Blacks in Higher Education“ belegte es den dritten Platz bei der Bewertung des Erfolges bei der Integration von afroamerikanischen Studenten.

## Studium
Die Colgate bietet 53 „Undergraduate studies“ an, die mit dem Bachelor of Arts abgeschlossen werden können. Die drei beliebtesten Studienfächer sind Biologie, Wirtschaftswissenschaft und Politikwissenschaft. Darüber hinaus hat die Colgate große Fakultäten für Fremdsprachen, Physik, Geschichte, Psychologie,
Neurowissenschaften und Geologie.
Die Colgate bietet einen Master of Arts Studiengang in Erziehungswissenschaften an, den allerdings nur 5–10 Studenten im Jahr absolvieren.
Neben den regulären finden 23 „Campus Studiengruppen“ pro Jahr statt. Im Rahmen dieser Gruppen sind Aufenthalte in Australien, der Volksrepublik China, Japan, Indien, einigen westeuropäischen Ländern, Washington, D.C. und dem National Institutes of Health vorgesehen. Etwa zwei Drittel der Colgate Bachelor-Studenten kommen aus dem Ausland. Im Vergleich mit anderen Colleges und Universitäten in den Vereinigten Staaten ist das ein hoher Anteil. Über 95 % der Absolventen besuchen im Anschluss weitere Hochschulen für Aufbaustudien vor allem in Rechtswissenschaften, Verwaltungsrecht, Ingenieurwissenschaft, Medizin und Kunst.

## Sport
Etwa 80 % der Studenten beteiligt sich aktiv an den Sportangeboten der Colgate. 25 % aller Sportler sind in der Leichtathletik-Universitätsauswahl. Insgesamt gibt es 25 Auswahlmannschaften, mehr als 40 Sport-Club-Teams und 18 verschiedene Fachsportgruppen. Die Sportler der Colgate spielen in 23 NCAA-Meisterschaften in der Division I. In allen Sportarten, außer im Eishockey, ist die Colgate Mitglied der Patriot League. Die Eishockeymannschaften der Herren und Damen spielen in der ECAC Hockey.
Lange Zeit wurden die Sport-Teams „Red Raiders“ (Roten Jäger) genannt. Für den Ursprung dieser Bezeichnung kommen sowohl die College-Farben (rot und braun), als auch der „Verweis“ auf die traditionellen Gegner, die Cornell University „Big Red“s in Frage. In den 1970er Jahren wurde eine Veränderung des Namens und des Maskottchens (das einen Indianer zeigte) diskutiert. Es kamen Bedenken auf beides könnte die „Native Americans“ beleidigen. Das Maskottchen wurde daraufhin von einem Ureinwohner neu gestaltet. Es zeigte eine Hand, die eine Fackel hält. Der Name wurde damals unverändert beibehalten. Im Jahre 2001 regte eine Gruppe von Studenten abermals eine Namensänderung an. Die Schule vereinbarte daraufhin ab der Saison 2002 Wort „Red“ aus dem Namen zu streichen. Einige örtliche Souvenirläden bieten allerdings noch heute Auslaufartikel mit dem alten Logo und dem Schriftzug „Red Raiders“ an. 2007 wurde das Maskottchen abermals erneuert.
In den Jahren 1989–1990 war die Colgate das kleinste College, das in der NCAA Division I das „NCAA Men’s Ice Hockey Championship Tournament Final“ erreichte, wo sie gegen die University of Wisconsin verloren.
Seit 1982 spielt das Football-Team in der „NCAA Division I-AA“ (Division I FCS) und erreichte die Play-offs in den Jahren 1982, 1983, 1997, 1998, 1999, 2003 und 2005.
Die Cornell University ist ein traditioneller „Dauerrivale“ in allen Sportarten. Eishockey-Spiele gegen Cornell sind Großveranstaltungen auf dem Campus. Die Colgate-Teams (mit Ausnahme von Football, Golf, Hockey) konkurrieren zudem jährlich gegen die Syracuse University. Die Colgate und Syrakus waren einst bittere Rivalen im Football, aber die Aufteilung der Divisionen in den späten 1970er Jahren beendete diese Rivalität auf organisatorische Weise. Nur in den Jahren 1981, 1982 und 1987 trafen die Teams noch einmal aufeinander.

Ruderblatt des Ruder-Clubs

Im Sommer 2007 erreichte das Ruder-Team das Halbfinale der Henley Royal Regatta in England durch Siege gegen das Trinity College und die Oxford Brookes University. Den Ruderern ist es als einzigem Sportteam in der Geschichte der Colgate gelungen eine nationale Meisterschaft zu gewinnen (2004).

## Campus
Die ersten Gebäude, darunter auch die „West Hall“, das älteste Gebäude auf dem Campus (1827 erbaut), wurden von Studierenden und Dozenten aus Steinen des collegeeigenen Steinbruchs erbaut. Auch die Mehrzahl der neueren Gebäuden wurde optisch an diese alten Bauten angelehnt. Als markantestes Gebäude auf dem Campus gilt die Kapelle, die heute für Vorträge, Konzerte und Gottesdienste genutzt wird.

### Unterkunft
Die Unterbringung der Studenten ist anhand ihrer Studiendauer geregelt. Alle Erstsemestler beziehen Zimmer „up the hill“, in der Nähe der akademischen Gebäude. Dort steht auch die West Hall, die heute als Studentenwohnheim genutzt wird. Ab ihrem zweiten Jahr an der Colgate können die Studenten in Wohnheimen „up the hill“ oder Appartements auf dem Campus wohnen. Im letzten Jahr haben die rund 250 „Senior-Students“ die freie Wahl und können auch außerhalb des Campus übernachten.

### Medien
Die Campus-Wochenzeitung „Colgate Maroon-News“ ist die älteste Hochschulzeitung in den USA. Sie wurde 1868 als „Madisonesis“  gegründet und „fusionierte“ 1991 mit der Zeitung „Colgate-News“. Die „Colgate Maroon-News“ berichtet über Campus-Neuigkeiten und -Aktivitäten, Sport, sowie Kunst und anderen Themenschwerpunkte.
„WRCU-FM“ das Colgate-Radio-Programm wird während der Semester vollständig von den Studenten verantwortet und sendet auf der Frequenz 90,1 FM. In den Semesterferien übernimmt der Sender Inhalte von der „State University of New York at Oswego“ (SUNY Oswego).
Der Fernsehsender „CUTV“ zeigt sowohl Eigenproduktionen der Studenten als auch Spielfilme.

### Musik
An der Colgate gibt es vier A-cappella-Gruppen, von denen es zwei zu überregionaler Bekanntheit gebracht haben. Die „Colgate Thirteen“, 1942 gegründet, ist eine der ältesten rein männlichen A-cappella-Gruppen des Landes. Die „thirteen“ sagen unter anderem die Nationalhymne beim American Football „Super Bowl XIII“ Finale im Jahr 1979.
Die „Swinging 'Gates“, die aus sechzehn Frauen besteht, wurde 1974 gegründet. Die Gruppe teilt viele ihrer Traditionen mit der „thirteen“ und wurde unter anderem in der Sports Illustrated lobend erwähnt: „16 women, with voices to die for“.

## Traditionen & Vermächtnis
Aufgrund des Mottos der Gründer, gilt die Zahl „13“ in der Colgate als Glückszahl. Die positive Einstellung zur dreizehn zeigt sich unter anderem in der Anschrift „13 Oak Drive“ oder Anzahl der Mitglieder in der Senior Honor Society „Konosioni“. Die Konosioni würdigt herausragende Leistungen im Geist und Sinne der Colgate. Sie wurde 1932 durch den Zusammenschluss zweier „geheimer Gesellschaften“ gegründet. Jedes Jahr werden 26 gleichberechtigte Studenten (13 für jede Ursprungsgesellschaft) für ein Jahr in die Konosioni berufen.
1932 war das Colgate Football-Team das einzige College Team in der Geschichte, das die Saison unbesiegt mit 9:0 beenden konnte. 1936 reiste das erste Mal die Colgate-Schwimm-Team nach Fort Lauderdale um das Frühlingstraining in einem Casino-Pool durchführen zu können. Diese Reise entwickelte sich zu einer regelmäßigen Tradition, der später weitere Colleges folgten und aus der die Spring Breaks resultieren.
Der „University Rugby Football Club“ wurde 1967 gegründet und ist der älteste Sportclub der Colgate. Er spielt in der „New York State Rugby Football Conference, Division II“. Ihre Heimspiele finden auf dem „Academy Field“, in der Nähe des Oak Drives auf dem Campus statt.
Am Ellis Island Nationalmonument ist eine Anti-Einwanderungs-Erklärung des achten Präsidenten der Colgate (1922–1942), George Barton Cutten angebracht. Dort ist zu lesen: „the danger the 'melting pot' brings to the nation is the breeding out of the higher divisions of the white race....“. Die Frage, wie sich ein Präsident mit solchen Ansichten zwanzig Jahre an der Spitze der Colgate halten konnte und wie man mit diesem Erbe umgeht ist bis in die heutige Zeit ein umstrittenes Thema an der Colgate.
Etwa ein Drittel der gesamten Studentenschaft gehören Studentenverbindungen an. Auf dem Campus sind sechs Fraternities und drei Sororities aktiv.

## Statistik des Abgangsjahrganges 2017
- 26 % Prozent, 2.209 der  8.374 Bewerber aus 140 Ländern, wurden angenommen.[32]
- Der SAT Punktmittelwert zum Erreichen von 50 % beträgt 650–740 Punkte im mündlichen Test, 670–760 Punkte in Mathematik.[32]
- Der ACT Punktmittelwert zum Erreichen von 50 % beträgt 31–33 Punkte.[32]
- Das Verhältnis der Herkunft der Studenten öffentlichen zu privaten Schulen beträgt 53 % zu 47 %.[32]
- Die Kosten für Schulgeld / Schulgeld + Einschreibungsgebühren + Unterbringungskosten + Bücher u. a., belaufen sich auf 46.060 / 57.890 US-Dollar pro Jahr.[2]
- Das Verhältnis von Studenten zu Lehrkräften liegt bei etwa 10 zu 1. Im Schnitt ist jeder Kurs mit achtzehn Studenten besetzt.[2]

## Mit der Colgate University verbundene Personen
Siehe: Liste der mit der Colgate University verbundenen Personen